# Округ Њу Хејвен (Конектикат)
Округ Њу Хејвен (енгл. New Haven County) је округ у америчкој савезној држави Конектикат.

## Демографија
По попису из 2010. године број становника је 862.477, што је 38.469 (4,7%) становника више него 2000. године.
| Група             | 2000.           | 2010.           |
| Белци             | 616.541 (74,8%) | 582.384 (67,5%) |
| Афроамериканци    | 93.239 (11,3%)  | 109.850 (12,7%) |
| Азијати           | 19.220 (2,3%)   | 30.263 (3,5%)   |
| Хиспаноамериканци | 83.131 (10,1%)  | 129.743 (15,0%) |
| Укупно            | 824.008         | 862.477         |